# Phragmatobia
Phragmatobia este un gen de insecte lepidoptere din familia Arctiidae.

## Specii[1]
- Phragmatobia aichelei
- Phragmatobia alaica
- Phragmatobia alpicola
- Phragmatobia amurensis
- Phragmatobia ansorgei
- Phragmatobia antero-fulvescens
- Phragmatobia approximata-intermedia
- Phragmatobia aragonensis
- Phragmatobia arlanzona
- Phragmatobia arragonensis
- Phragmatobia assimilans
- Phragmatobia aurantiaca
- Phragmatobia batangi
- Phragmatobia blanca
- Phragmatobia borealis
- Phragmatobia boursini
- Phragmatobia brunnea
- Phragmatobia brunnea-intermedia
- Phragmatobia brunnea-marginata
- Phragmatobia brunnea-pseudobornealis
- Phragmatobia caecilia
- Phragmatobia cathlava
- Phragmatobia centralhispanica
- Phragmatobia chosensis
- Phragmatobia cinnamomea
- Phragmatobia coelestina
- Phragmatobia confluens
- Phragmatobia dahurica
- Phragmatobia discostriata
- Phragmatobia elisabethae
- Phragmatobia extrema
- Phragmatobia faroulti
- Phragmatobia fasciata
- Phragmatobia fervida
- Phragmatobia flava
- Phragmatobia flavata
- Phragmatobia flavescens
- Phragmatobia flavida
- Phragmatobia forsteri
- Phragmatobia franconia
- Phragmatobia fuliginosa
- Phragmatobia fulminans
- Phragmatobia fumosa
- Phragmatobia fusca
- Phragmatobia gruneri
- Phragmatobia harteri
- Phragmatobia hemigena
- Phragmatobia henricus
- Phragmatobia honei
- Phragmatobia honesta
- Phragmatobia ibarrae
- Phragmatobia imhoffi
- Phragmatobia japonica
- Phragmatobia juncta
- Phragmatobia kolari
- Phragmatobia kroumira
- Phragmatobia krugeri
- Phragmatobia latina
- Phragmatobia lineata
- Phragmatobia lochmatteri
- Phragmatobia lugubris
- Phragmatobia lurida
- Phragmatobia maculosa
- Phragmatobia magnifica
- Phragmatobia mannerheimi
- Phragmatobia marginata
- Phragmatobia marsicana
- Phragmatobia mediofasciata
- Phragmatobia melitensis
- Phragmatobia mendozana
- Phragmatobia meridionalis-marginata
- Phragmatobia modesta
- Phragmatobia monticola
- Phragmatobia mussoti
- Phragmatobia mustangbhoti
- Phragmatobia nawari
- Phragmatobia neptunus
- Phragmatobia nigra
- Phragmatobia nordiberica
- Phragmatobia oberthueri
- Phragmatobia obliterata
- Phragmatobia obscura
- Phragmatobia ochracea
- Phragmatobia olarica
- Phragmatobia paghmani
- Phragmatobia pallida
- Phragmatobia parvula
- Phragmatobia paucimaculata
- Phragmatobia pauper
- Phragmatobia placida
- Phragmatobia pluto
- Phragmatobia posthyalina
- Phragmatobia pseudoborealis
- Phragmatobia pulverulenta
- Phragmatobia punctata
- Phragmatobia pura
- Phragmatobia reticulata
- Phragmatobia rosina
- Phragmatobia rubricosa
- Phragmatobia rubrida
- Phragmatobia rufescens
- Phragmatobia rufextensa
- Phragmatobia samonicolor
- Phragmatobia sanguinea
- Phragmatobia schwingenschussi
- Phragmatobia secreta
- Phragmatobia serratica
- Phragmatobia sieversi
- Phragmatobia simplonica
- Phragmatobia slivnoensis
- Phragmatobia sojota
- Phragmatobia stertzi
- Phragmatobia strandi
- Phragmatobia strigulosa
- Phragmatobia subnigra
- Phragmatobia sultana
- Phragmatobia tancrei
- Phragmatobia taurica
- Phragmatobia thursbyi
- Phragmatobia trigona
- Phragmatobia typica-intermedia
- Phragmatobia typica-marginata
- Phragmatobia unipuncta
- Phragmatobia urania
- Phragmatobia wagneri
- Phragmatobia variablilis
- Phragmatobia x-album
- Phragmatobia y-album
- Phragmatobia zoragena
- Phragmatobia zoraida

## Galerie

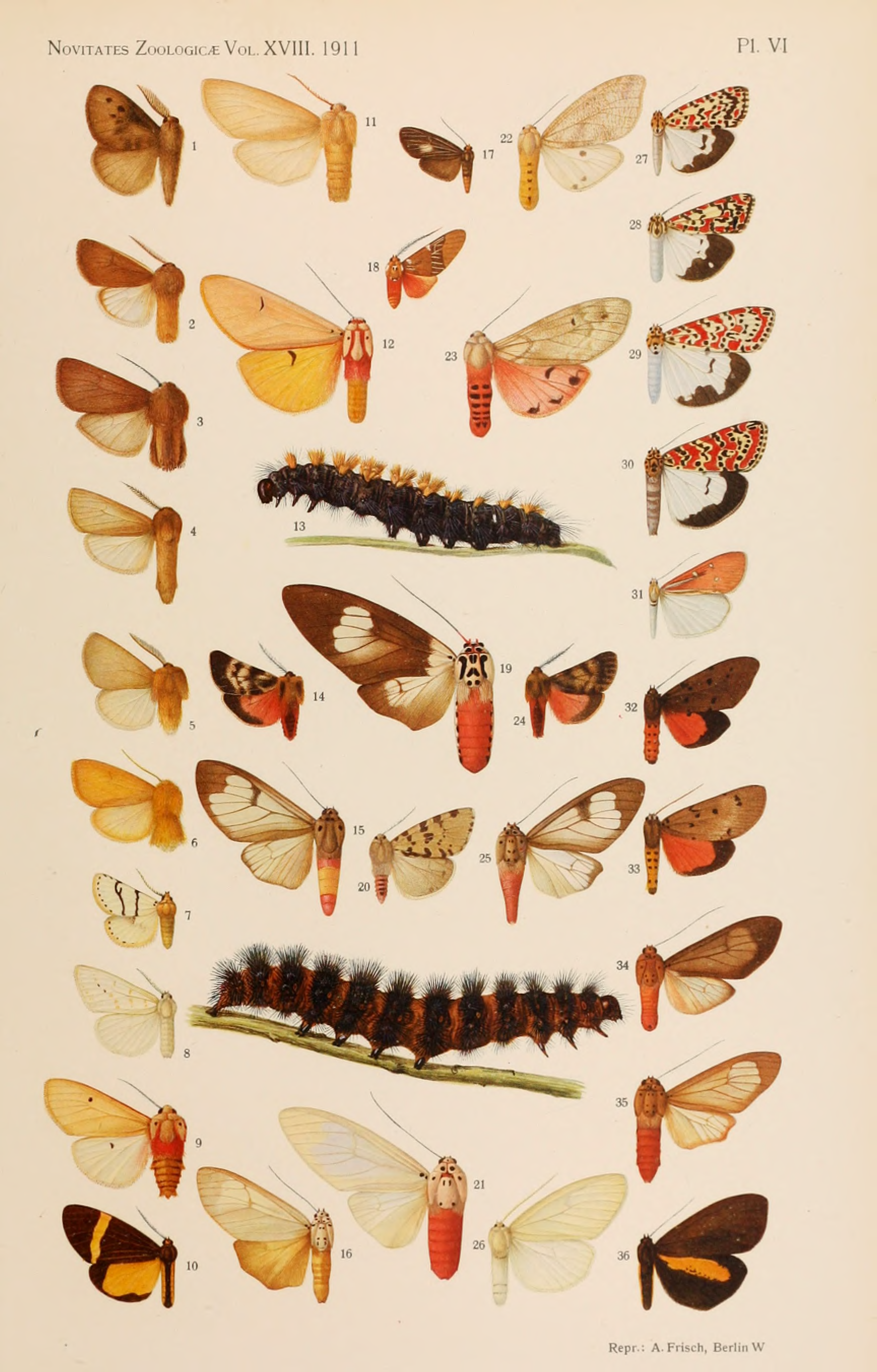